# Mazyar
 (septembre 2008).
Si vous disposez d'ouvrages ou d'articles de référence ou si vous connaissez des sites web de qualité traitant du thème abordé ici, merci de compléter l'article en donnant les références utiles à sa vérifiabilité et en les liant à la section « Notes et références ».
Mazyar ou Maziar est un prénom Persan. Il était un aristocrate Persan de la Tribu des Karen, et souverain de la région montagneuse de Tabaristan (aujourd'hui Mazandaran, Iran). Pour sa résistance aux Arabes, Mazyar est considéré comme un héros national du Grand Iran. 
Mazyar, un zoroastrien pieux, s'est révolté contre l'occupation arabes de l'Iran en IXe siècle de notre ère. Avec Babak Khorramdin, il a repoussé de nombreuses armées arabes envoyées contre lui. 
Selon l'historien médiéval Ibn Esfandyar dans son Tarikh-e-Tabaristan, Mazyar aurait proclamé: "Afshin Kheydar, fils de Kavus et Babak, j'avais fait le serment d'allégeance que nous reprendrons le pays des mains des arabes et rendrons le gouvernement et le pays à la famille de Kasraviyan "
Mazyar a finalement été trahi par son frère Kuhyar et capturés par les forces arabes. Il a été emprisonné à Bagdad en attente de son exécution lorsqu'il bu du poison et termina sa vie afin d'éviter l'humiliation qu'il aurait subi des mains des bourreaux du calife. 
Mazyar ou Mah-Izad-Yar veut dire: "protégées par la lune de yazata".